# Hypogastrura xiaoi
Hypogastrura xiaoi är en urinsektsart som beskrevs av Tamura in Tamura och Zhao 1998. Hypogastrura xiaoi ingår i släktet Hypogastrura och familjen Hypogastruridae. Inga underarter finns listade i Catalogue of Life.